# Космічна навігація
Космічна навігація — визначення місця розташування космічних літальних апаратів, або визначення місця розташування деякої точки на Землі за допомогою штучних супутників.
У першому випадку навігаційне завдання полягає у визначенні місця розташування літального апарата щодо інших літальних апаратів або космічних тіл і в прогнозуванні руху літального апарата як матеріальної точки. Система космічної навігації включає в себе як бортові, так і зовнішні (знаходяться на іншому космічному апараті або тілі) вимірювальні прилади та обчислювальні засоби. При цьому космічна навігація може здійснюватися в автоматичному режимі або за участю людини (космонавта або знаходиться на іншому космічному тілі оператора). Останнім часом для визначення місця розташування ШСЗ можуть також застосовуватися супутникові системи навігації, зокрема GPS.
У другому випадку навігаційне завдання зводиться до визначення широти, довготи і висоти точки на Землі. Система навігації в даному випадку складається з групи штучних супутників на орбіті і пристрою, здатного приймати сигнал із супутників і обробляти отримані дані. Найбільшого поширення набула система навігації GPS. В даний момент йде розробка європейської системи Галілео.